# Liu Qiangdong

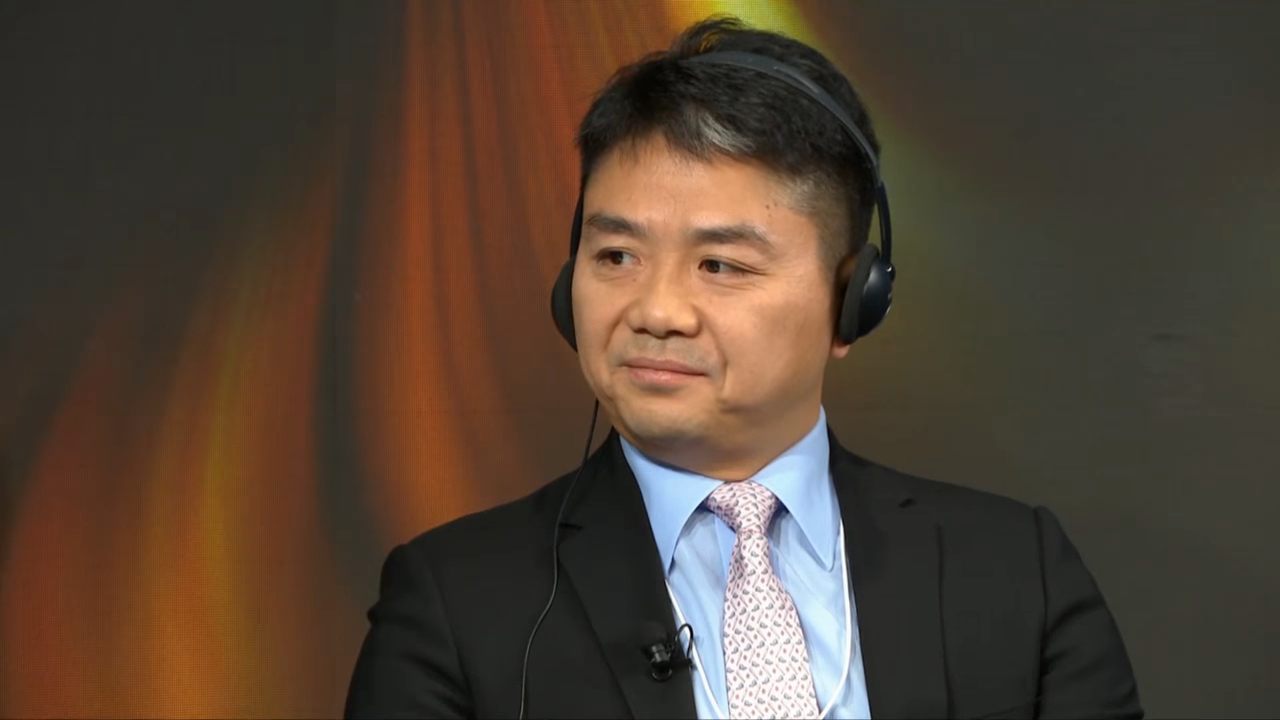
Liu Qiangdong (2018)

Liu Qiangdong (chinesisch 刘强东, * 1973 oder 1974 in Suqian, Jiangsu), auch bekannt als Richard Liu, ist ein chinesischer Unternehmer und Gründer sowie bis 2022 CEO des Onlinehändlers JD.com. Im Juli 2021 schätzte Forbes sein Vermögen auf 19,3 Milliarden US-Dollar.

## Leben
Er schloss die Schule in der Provinz Jiangsu ab und schrieb sich 1992 an der Fakultät für Soziologie der Chinesischen Volksuniversität ein, die für ihre Verbindungen zu Chinas politischen Eliten bekannt ist. Er schloss 1996 mit einem Bachelor in Soziologie ab und erwarb später einen EMBA an der China Europe International Business School. Nach seinem Abschluss war Liu bei Japan Life, einem japanischen Unternehmen für Gesundheitsprodukte, angestellt und arbeitete nacheinander als Direktor für Computer, Direktor für Wirtschaft und Logistikleiter. Er gründete auch ein Restaurant, welches allerdings pleiteging.
Im Juni 1998 gründete er sein eigenes Unternehmen Jingdong im Industriepark von Zhongguancun in Peking als Distributor von magneto-optischen Produkten und konzentrierte sich auf den Verkauf von Originalprodukten zu einer Zeit, als Produktfälschungen weit verbreitet waren. Bei der Gründung wurde das Unternehmen Jingdong (chinesisch: 京东) nach Liu Qiangdong selbst und Gong Xiaojing (龚小京 oder 龚晓京), seiner damaligen Freundin, die ebenfalls an der Chinesischen Volksuniversität studiert hatte, benannt.
Der Ausbruch von SARS im Jahr 2003 hielt Mitarbeiter und Kunden von Jingdong zu Hause und zwang Liu, das Geschäftsmodell zu überdenken und auf das Online-Geschäft umzusteigen. Liu startete seine erste Online-Einzelhandelswebsite im Jahr 2004 und gründete später im selben Jahr JD.com (Kurzform für Jingdong). Im Jahr 2005 schloss Liu alle stationären Geschäfte und wurde zu einem E-Commerce-Unternehmen. 2014 ging das Unternehmen an die Börse, nachdem es zu einem der größten Onlinehändler in China aufgestiegen war. 2015 heiratet Liu in Sydney die bekannte chinesische Influencerin Zhang Zetian.
2018 wurde Liu wegen Vergewaltigungsanschuldigungen in Minneapolis verhaftet. Es wurde später allerdings keine Anklage erhoben.